# ループレヒト1世 (プファルツ選帝侯)
ループレヒト1世（Ruprecht I., 1309年6月9日 - 1390年2月16日）は、ライン宮中伯（在位：1353年 - 1390年、プファルツ選帝侯としては1356年 - 1390年）。上バイエルン公兼ライン宮中伯ルドルフ1世とローマ王アドルフの娘メヒティルトの四男。アドルフ、ルドルフ2世の弟。

## 生涯
3番目の兄ルドルフ2世の死により1353年にライン宮中伯を継承した。ライン宮中伯はカール4世の金印勅書によって1356年に神聖ローマ帝国の7人の選帝侯の1人に定められたため、以後はプファルツ選帝侯と呼ばれる。
1386年、ハイデルベルクに帝国で、プラハ大学、ウィーン大学に次ぐ3番目の大学であるハイデルベルク大学を創立した。この大学は、ループレヒトの名を冠した「ループレヒト・カールス大学ハイデルベルク」（Ruprecht-Karls-Universität Heidelberg）が現在の正式な名称である。
1350年にナミュール侯ジャン1世の娘エリザベート（1330年 - 1382年）と結婚したが、1382年にエリザベートに先立たれ、1385年にベルク公ヴィルヘルム1世の娘ベアトリクス（1360年 - 1395年）と再婚した。どちらの結婚でも子供は生まれず、1390年に80歳で死去した後、選帝侯位は甥で2番目の兄アドルフの子ループレヒト2世が継承した。